# Phytologia
Phytologia (abreviado Phytologia) fue una revista ilustrada con descripciones botánicas que fue editada en Nueva York. Comenzó su publicación el año 1933, con el nombre de Phytologia; Designed to Expedite Botanical Publication. New York.